# Thanaka

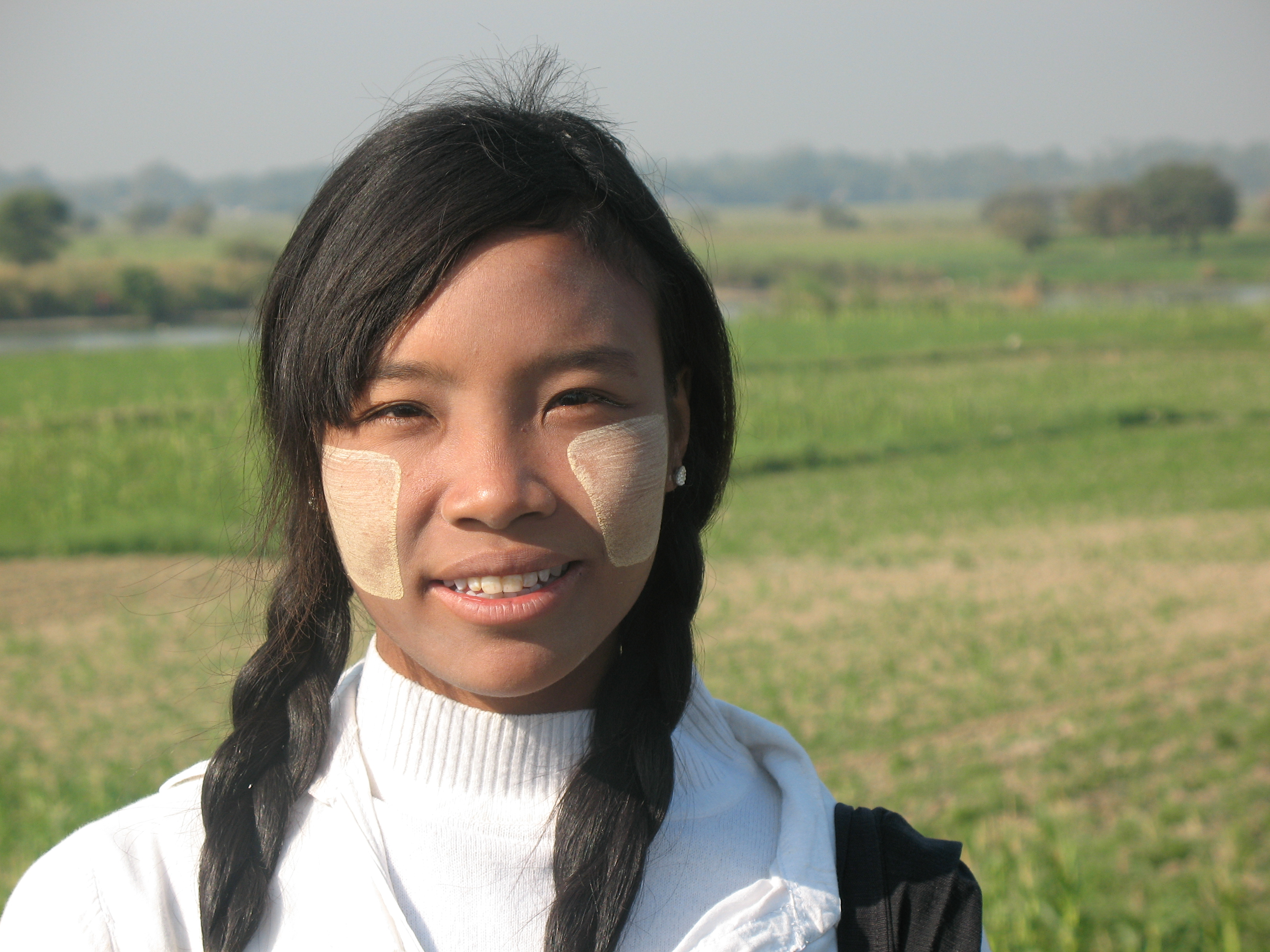
Eine Frau in Myanmar, die sich die Wangen mit Thanakapaste bestrichen hat

Thanaka ist eine gelblich-weiße Paste aus einer fein geriebenen Baumrinde. In Myanmar wird sie von Kindern, Frauen und auch Männern in jedem Alter in das Gesicht gestrichen und wird salopp als birmanisches Make-up bezeichnet.
Die Thanakapaste wird von Jung und Alt als natürliche Kosmetik benutzt. Sie verleiht dem Gesicht ein frisches, jugendliches Aussehen, soll gegen UV-Strahlung der Sonne schützen und kühlend wirken. Zudem hat sie den Ruf, gegen Hautalterung und bei Krankheit gegen Husten und Erkältung zu wirken. Ein die Haut leicht aufhellender und entzündungshemmender Effekt der Rinde, sowie ein geringer UV-Schutz konnten im Labor nachgewiesen werden, wobei allerdings nur Thanaka aus der Rinde des Baums Hesperethusa crenulata untersucht worden war. Während sich Kinder und Frauen meistens das ganze Gesicht bis auf die Ohren und den Hals mit der Crème einreiben, beschränken sich die Knaben meistens auf die Wangen. Junge Frauen geben sich gerne besonders Mühe beim Make-up, weshalb manchmal schöne runde oder eckige Muster das Gesicht zieren, zum Teil mit attraktiven Blattmustern. Die Männer haben meist zwei Punkte auf den Wangen, einen dünnen Strich unter den Augen oder zwei Striche auf den Wangen.

## Herstellung

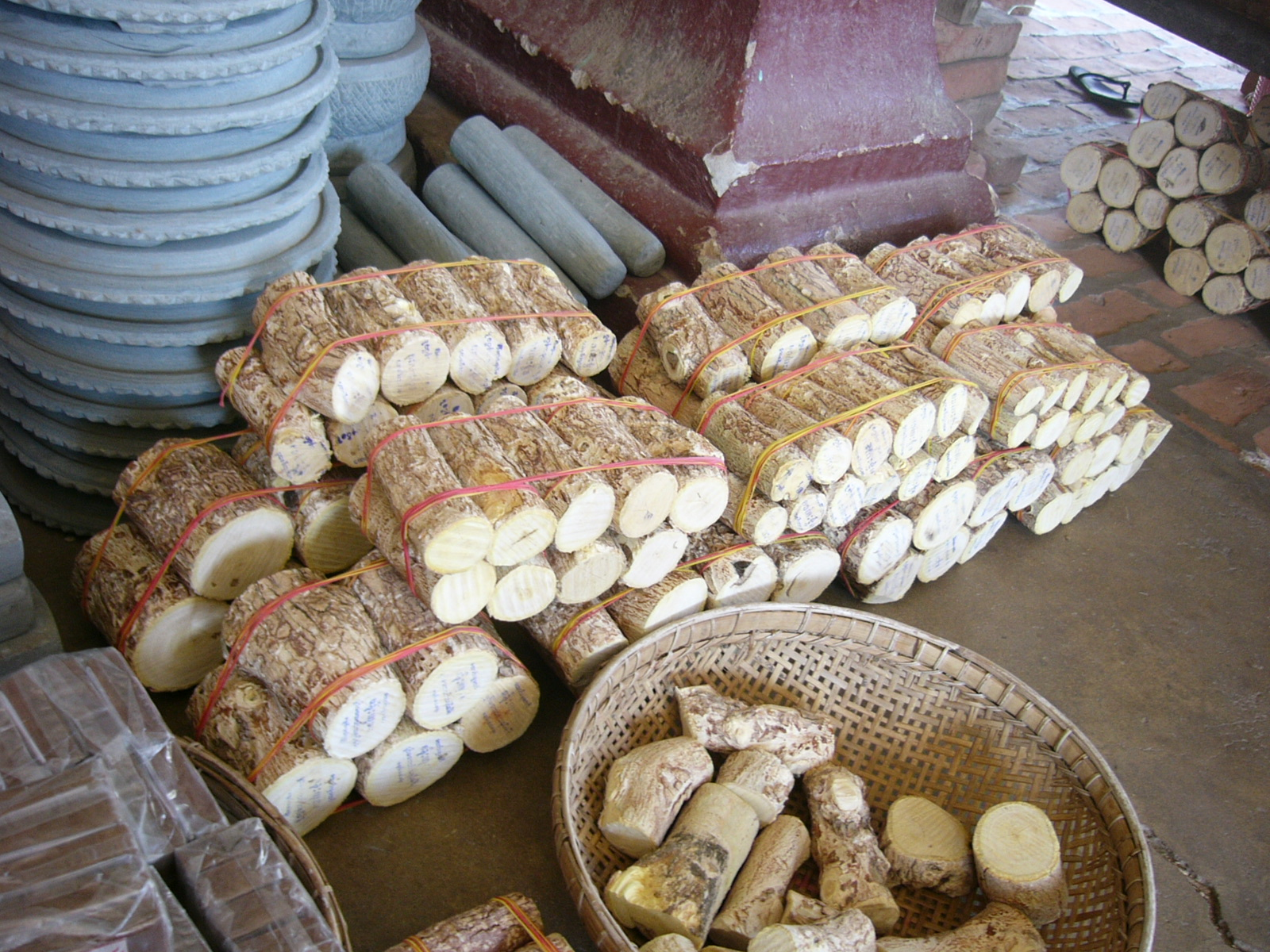
Thanaka-Holz

Thanakapaste wird aus der Rinde (oder auch Wurzel) verschiedener, in Südostasien verbreiteter Bäume aus der  Familie der Rautengewächse gewonnen, wie beispielsweise dem Indischen Holzapfelbaum (Limonia acidissima) oder der Orangenraute (Murraya paniculata). Es sind kleine Bäume mit schlankem Stamm. Thanaka-Bäume nennt man in Thailand Ma-Khwit, in Kambodscha Kramsang, in Laos Ma-fit und in Malaysia Gelinggai. Die Bezeichnung als Sandelholz ist fälschlich, unter diesem Begriff werden einige ähnliche, aber nicht dieselben Holzarten zusammengefasst.
Der Indische Holzapfelbaum wird maximal zehn Meter hoch und blüht im Mai bzw. Juni; die kugeligen, apfelgroßen Früchte mit harter Schale reifen im November bzw. Dezember. Das Fruchtfleisch ist dunkelbraun und musartig und schmeckt nach Marmelade. Das Holz des Baumes ist sehr hart, gelblich gefärbt und verströmt einen angenehmen Duft. Das beste Thanaka wird von älteren, etwa 35 Jahre alten Bäumen gewonnen.

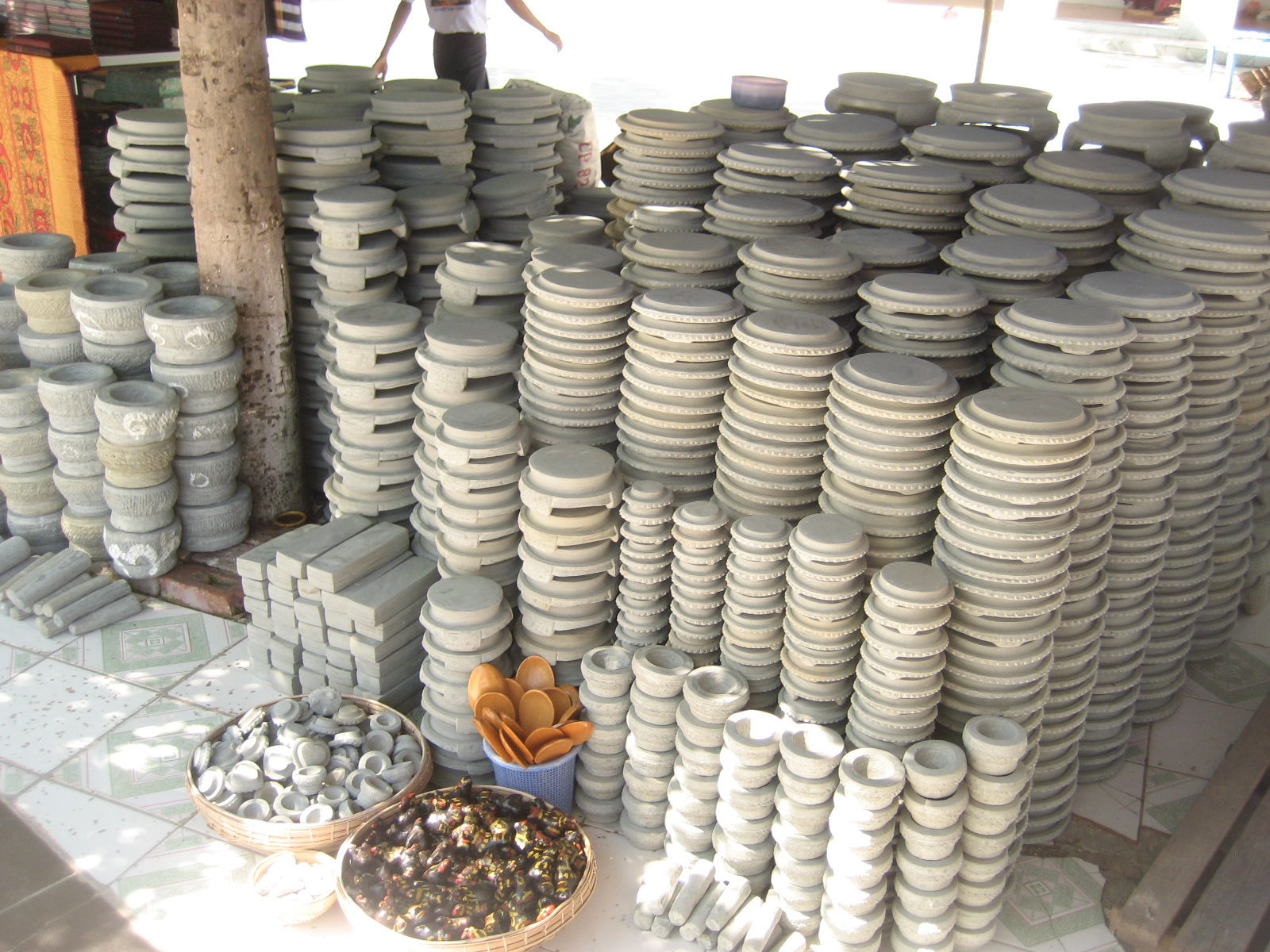
Kyauk pyin Steinplatten zum Schleifen von Thanaka auf einem Pagodenmarkt in Sagaing

Im Handel kann man entweder die Paste fertig gemahlen oder Holzstücke von mindestens fünf Zentimeter Durchmesser kaufen, deren Rinde die Konsumenten auf einem dafür vorgesehenen Reibestein, genannt Kyauk Pyin, mit Wasser zu einer Paste anrühren. Der Reibestein hat am Rand oft eine Rinne, in die das Wasser abfließen kann. Auf Märkten, vor Tempeleingängen und auf Straßen wird Thanaka zu Bergen aufgetürmt angeboten.